# Bebeti do Amaral Gurgel

Bebeti do Amaral Gurgel

Elisabeth Mader do Amaral Gurgel (Curitiba, Paraná, Brasil, 29 de julho de 1954), mais conhecida como Bebeti do Amaral Gurgel, é uma escritora, jornalista, feminista, que se utiliza da literatura para fazer política de gênero e de inclusão.

## Biografia

### Grã Bretanha
Bebeti do Amaral Gurgel foi a única aprovada entre 50 candidatos a uma Bolsa de Estudos em Jornalismo pelo International Rotary Club e foi para o País de Gales, na Grã Bretanha, em Cardiff, onde, como bolsista morou dois anos e estudou Jornalismo com créditos para pós-graduação na University College Cardiff. Do País de Gales foi para a Holanda onde morou onze anos.

### Países Baixos
Viveu nos Países Baixos mais de uma década onde foi professora de português e coordenadora do laboratório de idiomas na escola, ITA TALENINSTITUUT, em Amsterdam.Trabalhou na escola de idiomas Berlitz e com o diretor de cinema holandês Oliver Köning. Fez a tradução do filme São Paulo, SP, documentário sobrea cidade de São Paulo, exibido em cinemas da Europa e em festivais do Brasil. Escreveu para as revistas feministas holandesas Katijf e Opzij e para a  latina Casa José Martí. Colunista regular da revista holandesa lésbica Het Schandaal. Palestrante convidada da Feira Internacional Do Livro Feministaem Amsterdam, Holanda.

### Alemanha
Na Alemanha, morou dois anos, em Colônia (Köln). Trabalhou na Biblioteca da Universidade de Colônia, no departamento da Frauen Referat (Departamento de Estudos da Mulher) e como livreira na Livraria Bücher Stube Am Dom.
Escreveu para a revista alemã mensal do Partido Humanista, Mülheimer Stimmen, para a revista das Mulheres Autônomas e Lésbicas da Universidade de Colônia, Zeitung Des Autonomen Frauen & Lesbenreferat Der Uni Köln.

### Brasil
Da Alemanha, voltou para o Brasil onde abriu a primeira e única livraria feminista do país, Lilith, em Curitiba. Dentre as principais atividades no Brasil foi palestrante convidada da Feira Internacional do Livro Feminista, realizada em Amsterdam, Holanda. Coordenou o Festival de Cinema do Rio de Janeiro, no Copacabana Palace. Colunista Regular da Revista Única, Editora Globo, São Paulo. Foi editora adjunta e gerente  da Editora Brasiliense em São Paulo, jornalista free-lance de diversos jornais de São Paulo e Curitiba,escreveu para o Jornal da Tarde em São Paulo. Professora de português e inglês nas escolas Britannia, Berlitz, For Pros, América. Recebeu prêmios pelo conjunto da obra, pelo Conselho Estadual do Paraná e inúmeras vezes, menção honrosa pela Prefeitura Municipal de Curitiba, pelos livros publicados.Trabalhou no jornal Correio de Notícias e na Secretaria Estadual do Paraná da Educação e Cultura.

## Publicações

### Crônicas e Contos
- Viajar É Preciso[3] – Crônica sobre Cuba, intitulada “Cuba o País das Delícias” – Instituto Memória, Curitiba, Paraná.
- Bocas Malditas[4] – Editora Travessa dos Editores. Livro de contos.
- Erótica, Editora Brasiliense. Organização e edição do primeiro concurso nacional de contos eróticos escritos por mulheres no Brasil.

### Poemas e Poesias
- A Bordo do Mundo – Três poemas sobre a Holanda – Instituto Memória, Curitiba, Paraná
- Coisas, Editora Grafipar, livro de poesia.

### Ficção
- As Confusões da Duda e do Dudu[5] – Editora Brasiliense, Livro infantil que aborda a educação não sexista.

- Pecados Safados[6] - Editora Record, selo Rosa dos Tempos. Livro lançado na Bienal do Livro do Rio de Janeiro.

- O Diário Supersecreto de Carolina – Editora Objetiva. Livro traduzido para o sérvio pela Editora Odiseia, lançado na Feira do Livro em Belgrado, com o título KAROLININ TAJNI DNEVNIK.

- A Quem Interessar Possa[7] - Editora Brasiliense. Lançado na Bienal do Livro do Rio de Janeiro.

- Nossas Adoráveis Famílias - Editora Brasiliense.
- Uivo dos Invisíveis[8]- Editora Chiado.

### Biografias
- Maria Bueno, A Santa de Casa que faz Milagre, Editora Pirata.

### Outras Publicações
- Agenda Mulher - Editora Brasiliense.
- Teatro Guaíra e a Poesia, Editora Guaíra. Encenação de poemas apresentados no Teatro Guaíra, Curitiba, Brasil.

## Documentários sobre Bebeti
- Bebeti do Amaral Gurgel- coletaneapratica (2011) - Documentário de Programa 15MulheresDeSegunda, com Bebeti do Amaral Gurgel, é o mais um trabalho realizado sobre a autora. No filme, a autora fala sobre poesia, literatura, apresenta a sua obra e relata sua história como empresária a frente da Lilith.[9] (09 minutos).

## Estudos sobre a obra de Bebeti
- Presença da Mulher, Edições 18-26, Editora Liberdade Mulher, 1991-  pag. 4 - Espaço Aberto[10]
- Vera Lucia Albuquerque de Moraes - MORAES, Vera Lucia Albuquerque de. A quem interessar possa: desafio e resistência no discurso de Bebeti do Amaral Gurgel.. 2005. Dissertação (Mestrado em Letras) - Universidade Federal do Ceará[11].